# Mord ist ihr Hobby: Todesengel
Todesengel (Originaltitel: Angel of Death) ist eine Episode der Kriminalfilm-Reihe Mord ist ihr Hobby aus dem Jahr 1992.

## Handlung
Jessica Fletcher ist mal wieder an der Universität in Manhattan und gerade damit beschäftigt, Arbeiten ihrer Studenten zu korrigieren, als sie einen Anruf ihres Freundes Martin Tremaine bekommt. Er hat ein neues Theaterstück geschrieben und bittet sie, es vor der Veröffentlichung zu lesen. Ihren Vorschlag, dass er es ihr mit der Post zuschickt, kontert er damit, sie könne ihn auf seinem Landhaus an der Küste besuchen, ein paar Tage dort bleiben und ihre Arbeit auch mitbringen. Jessica nimmt das Angebot an, da sie vermutet, dass mehr dahinterstecken könnte.
Kaum ist sie angekommen, erzählt ihr Martin, dass er befürchtet, er könne seinen Verstand verlieren. So sehe er regelmäßig seine Frau Vivian im Haus und im Garten herumlaufen, obwohl sie sich, nachdem sie geglaubt hatte, dass er sie betrogen hätte, die Pulsadern aufgeschnitten hatte, woran sie gestorben war. Auch habe er sein Bad erneut blutverschmiert vorgefunden.
Da Jessica nicht an Geister glaubt, beginnt sie zu recherchieren. So unterhält sie sich mit Martins Stieftochter Courtney, die ihm den Haushalt führt, nachdem sich ihre Mutter umgebracht hatte sowie Courtneys Bruder Alex aus San Francisco. Barney Gunderson soll als Regisseur und Carol Kendall als Darstellerin im Theaterstück mitmachen. Für beide ist es ein Teil von Martins Vergangenheitsbewältigung.
Später lernte Jessica noch Lisa Ryder kennen. In sie hatte sich Martin verliebt, was mutmaßlich der Grund für Vivians Selbstmord war. Da sie, wegen eines Autounfalls, den er verursacht hatte, erblindet war, hatte ihr Martin die Möglichkeit gegeben, in einem Nebengebäude des Hauses zu leben, wo sie Arbeiten aus Ton herstellte. Unterstützt wird Lisa vom Hilfssheriff Joe Connor.
Die Situation eskalierte, als Courtneys Ehemann Philip in Lisas Cottage von hinten erstochen wurde. Es gelingt Jessica herauszufinden, wer es war und wo das Messer, nach der Tat, versteckt worden war. Hilfreich sind das Bellen eines Hundes, der dem pensionierten General Stark aus der Nachbarschaft gehört, eine falsch verstandene Mitteilung auf einem Anrufbeantworter sowie Spuren von Ton auf Lisas Fensterbrett. Nachdem Alex durch Sheriff McAllester verhaftet werden konnte, versteht Martin, dass eigentlich er hätte, aus Rache, getötet werden sollen. Zuvor waren Courtneys Versuche, ihn in den Selbstmord zu treiben, gescheitert.

## Besetzung und Synchronisation
Die deutschsprachige Synchronfassung der Staffel entstand bei der Hermes Synchron in Potsdam unter der Dialogregie und nach Dialogbüchern von Almut Eggert, Frank Wesel und Anja Rohe.
| Figur                  | Darsteller       | Deutscher Sprecher        |
| ---------------------- | ---------------- | ------------------------- |
| Jessica Fletcher       | Angela Lansbury  | Dagmar Altrichter         |
| Gaststars              |                  |                           |
| Alex Ericson           | Ken Kercheval    | Claus Wilcke              |
| Barney Gunderson       | Austin Pendleton | Frank Ciazynski           |
| Carol Kendall          | Sondra Currie    | Heike Schroetter          |
| Courtney Stoddard      | Doran Clark      | Katja Nottke              |
| Joe Collars            | Stephen Bogardus | Stefan Staudinger         |
| Lisa Ryder             | Maria Mayenzet   | Viola Sauer               |
| Martin Tremaine        | Darren McGavin   | Friedrich Georg Beckhaus  |
| Sheriff Pat McAllester | Noble Willingham | Gerd Duwner               |
| Weitere Darsteller     |                  |                           |
| General Avery Stark    | Ray Reinhardt    | Herbert-Günther Schmidtke |
| Philip Stoddard        | Michael Canavan  | Klaus-Dieter Klebsch      |